# Satèl·lit irregular

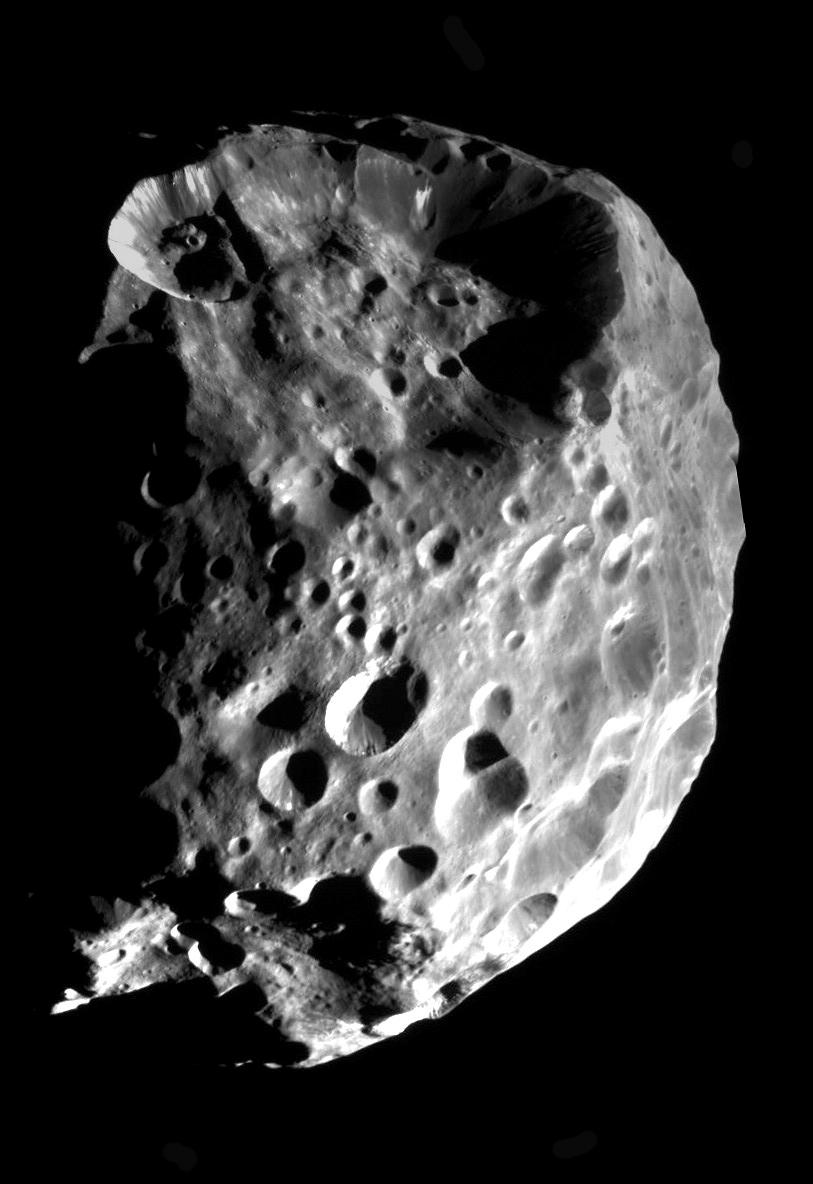
Febe, el satèl·lit irregular més gros de Saturn

En astronomia, un satèl·lit irregular és un satèl·lit natural que segueix una òrbita distant, inclinada i sovint excèntrica i retrògrada. Es creu que van ser capturats pel planeta, contràriament als satèl·lits regulars, que es formen in situ.
S'han descobert noranta-tres satèl·lits irregulars des del 1997, orbitant els quatre gegants gasosos (Júpiter, Saturn, Urà i Neptú). Abans del 1997, només se'n coneixien deu, incloent Febe, el satèl·lit irregular més gros de Saturn, i Himalia, el satèl·lit irregular més gros de Júpiter. Sícorax, el satèl·lit irregular més gran d'Urà, va ser descobert el 1997. Actualment es creu que van ser capturats d'òrbites heliocèntriques a prop de les seves localitzacions actuals, poc després de la formació del seu planeta. Una teoria alterativa afirma que es van originar al cinturó de Kuiper, tot i que no concorda amb les observacions.